# Waleria Gawron
Waleria Gawron (ur. 1 stycznia 1892 w  Częstochowie, zm. 4 maja 1962 tamże) – polska działaczka komunistyczna.
Córka działacza SDKPiL i KPP Tomasza, siostra Józefa, również działacza komunistycznego. Skończyła dwie klasy szkoły podstawowej, od 1907 pracowała w przędzalni "La Czenstochovienne", od 1909 w fabryce zapałek, a 1910-1956 była tkaczką w przędzalni. I-IV 1913 była więziona w związku ze sprawą ojca, po skazaniu którego na zesłanie musiała utrzymywać trzech młodszych braci. Od 1923 w KPRP/KPP, gdzie zajmowała się kolportażem ulotek i literatury komunistycznej. W jej mieszkaniu odbywały się zebrania działaczy KPP. 5 IX 1925 aresztowana i osadzona w więzieniu w Piotrkowie Trybunalskim, jednak 24 VI 1926 została uniewinniona przez sąd. W KPP działała do jej likwidacji przez Komintern w 1938. Od 1945 działaczka PPR, od 1948 PZPR. Od 1956 na rencie dla zasłużonych. Odznaczona m.in. Krzyżem Oficerskim Orderu Odrodzenia Polski.